# Lago Rush
Rush es un lago de gran altitud en Pakistán.

## Geografía
Se localiza en el valle del Nagar en la sub-división de Hunza-Nagar del distrito de Gilgit-Baltistán de la provincia homónima en el norte de Pakistán, próximo a la montaña Rush Pari. Su altitud de 4694 m s. n. m. lo convierte en uno de los lagos alpinos de mayor altitud del mundo.

## Marcas
Es el lago de mayor altitud de Pakistán y ocupa el puesto 27 de los cuerpos de agua de mayor altitud en el mundo.